# Helmholtzstraße 1 (Weimar)

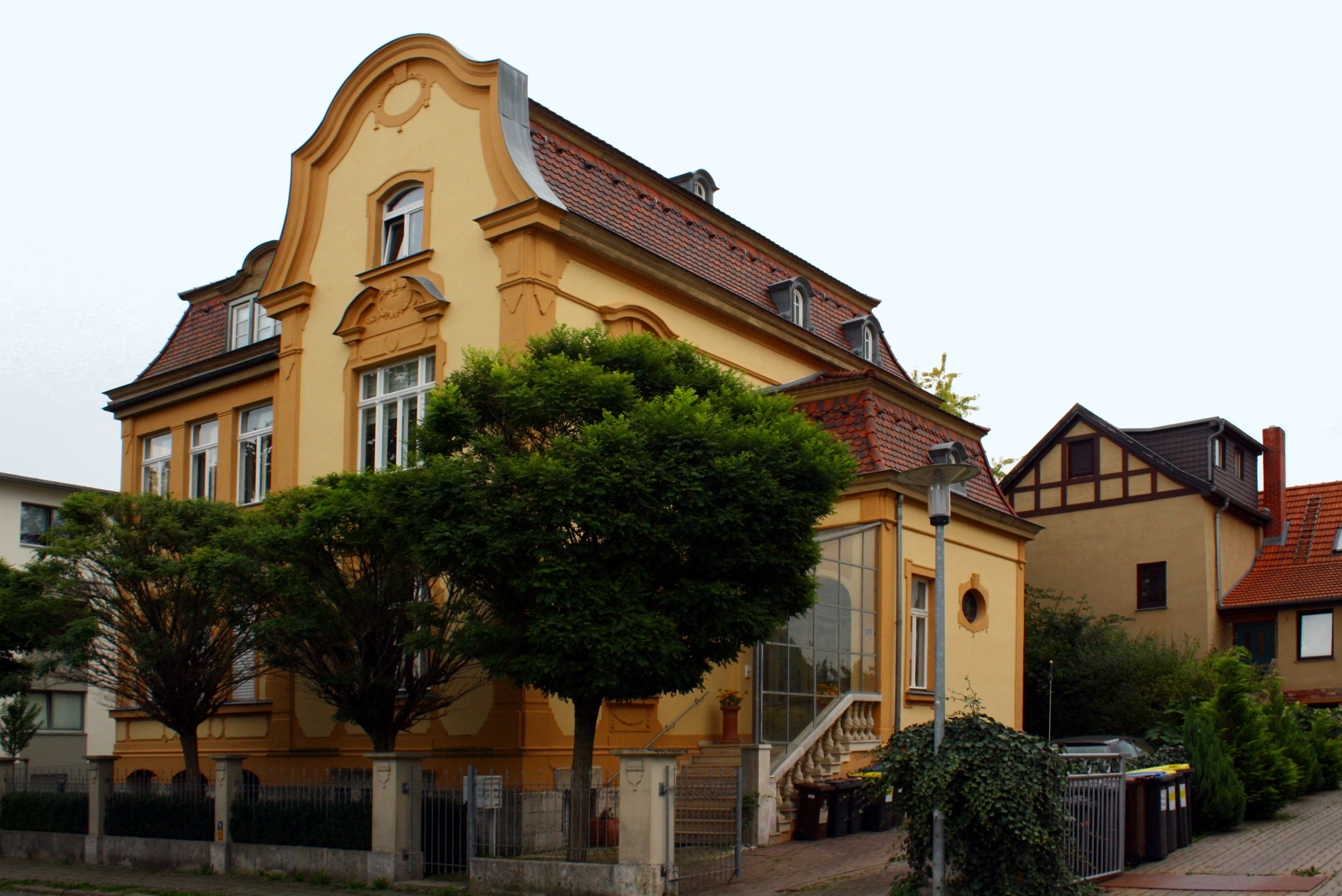
Helmholtzstraße 1

Der Architekt Bruno Röhr entwarf das villenartige Mietshaus Helmholtzstraße 1 in der Südstadt von Weimar.
Bauherr war die Weimarische Villenbau- und Terraingesellschaft. Das denkmalgeschützte Gebäude wurde 1905/06 im barockisierenden Reformstil errichtet. Es erhielt 1908 die Veranda. Das Gebäude ist vollständig unterkellert. Der Hauseingang über eine Treppe ist seitlich angeordnet. Das Gebäude besitzt einen Vorgarten mit einer schmiedeeisernen Umzäunung. Die Häuser Helmholtzstraße 1–17 gehören zum Denkmalensemble Südliche Stadterweiterung. Zur Erbauungszeit hieß die Helmholtzstraße Elisabethstraße. In diesem Hause befand sich der „NS-Verlag für den Gau Thüringen.“ Es wurde in diesem Bereich ein bronzezeitliches Grab der Aunjetitzer Kultur gefunden.